# Kvigetärnen
Kvigetärnen är en sjö i Askersunds kommun i Närke och ingår i Motala ströms huvudavrinningsområde. Sjöns area är 0,0025 kvadratkilometer och den är belägen 156,8 meter över havet.